# 167
El año 167 (CLXVII) fue un año común comenzado en miércoles del calendario juliano, en vigor en aquella fecha.
En el Imperio romano el año fue nombrado el del consulado de Aurelio y Cuadrato, o menos frecuentemente, como el 920 ab urbe condita, siendo su denominación como 167 a principios de la Edad Media, al establecerse el anno Domini.

## Acontecimientos

### Imperio romano
- Comienza un período de casi constante estado de guerra contra las tribus germanas en el Danubio, que se prolongará hasta el año 180:
  - La tribu germánica de los marcomanos lucha contra los romanos en Aquilea. Destruyen los acueductos y los canales de irrigación. Marco Aurelio rechaza a los invasores, acabando con la Pax Romana que había mantenido el Imperio romano libre de conflictos desde los días del emperador Augusto.
  - Los vándalos (asdingos y lacringos) y los yazigos sármatas invaden la Dacia. Para contrarrestarlos, la Legio V Macedonica, una legión de la campaña de Partia, es trasladada a Mesia.
  - Los germanos devastan los Balcanes y saquean el santuario de Eleusis, cerca de Atenas.
  - Los lombardos atraviesan el territorio de los cuados para atacar al Imperio romano.
- Traída desde Partia por el ejército de Lucio Vero, la peste hace estragos en Roma.

### Asia
- Cambio de nombre de era de Yanxi a Yongkang de la dinastía Han (China).
- Rey Chogo de Baekje lucha contra Silla en la península de Corea.

## Fallecimientos
- Marco Cornelio Frontón, senador gramático, retórico y abogado romano, amigo y preceptor del emperador Marco Aurelio.

## Ciencia y tecnología
- Ptolomeo intenta plasmar el globo terráqueo sobre un cono.